# Focke-Wulf F 19
Focke-Wulf F 19 Ente (Kachna) byl německý experimentální letoun z konce 20. let 20. století.

## Design
F 19 Ente byl jednoplošník kachní koncepce a pevným tříkolovým podvozkem. Pilot seděl v otevřeném kokpitu, zatímco v uzavřené kabině byl prostor pro dva nebo tři cestující. Kachní plocha byla připevněna na krátké vzpěry nad nosem letadla a dva motory byly umístěny v gondolách pod křídly.

## Historie provozu
Prototyp vzlétl poprvé 2. září 1927, ale havaroval 29. září během ukázkového letu na jeden motor poté, co praskla tyč řízení. Při nehodě zahynul spoluzakladatel firmy Focke-Wulf Georg Wulf. Byl ale postaven druhý letoun s imatrikulací D-1960 a byl uveden do provozu na konci roku 1930. V následujícím roce absolvoval propagační turné po Evropě přes Dánsko, Švédsko, Nizozemsko a Belgii do Velké Británie. 7. listopadu 1931 se s ním předvedl hlavní pilot Focke-Wulfu Cornelius Edzard na letišti Hanworth.
Později byl letoun vystaven v Německé sbírce letadel v Berlíně, kde byl zničen při náletu spojenců v roce 1944.

## Technické údaje